# Société des auteurs des arts visuels et de l'image fixe
La Société des auteurs des arts visuels et de l'image fixe (SAIF) est une société française privée de gestion des droits d'auteur qui a été créée en 1999 à l'initiative de plusieurs organisations professionnelles du secteur de l'image fixe.
De création récente, la SAIF compte près de 6 000 adhérents, auteurs de tous les arts visuels en France : photographes, dessinateurs, illustrateurs, artistes plasticiens, peintres, sculpteurs, graphistes, designers et architectes.

## Fonctionnement
La SAIF est une société civile dont l'objet est de percevoir et de répartir pour ses sociétaires leurs droits d'auteur.
Lors de leur adhésion, les auteurs confient la gestion de tout ou partie de leurs droits à la SAIF et acquièrent une part sociale : ils en deviennent ainsi sociétaires.

## Missions
La SAIF exerce plusieurs fonctions :
- Elle perçoit et répartit les droits dits « collectifs » pour ses membres. Il s'agit de la rémunération pour copie privée, du droit de reprographie, du droit de prêt et du droit de retransmission par câble. La loi impose une gestion obligatoire de ces droits par une société d'auteurs. La SAIF négocie, collecte et reverse à ces auteurs ces droits dits « collectifs ».

- Elle est habilitée à conclure des accords généraux avec les diffuseurs (TV, Internet…) pour l'ensemble de son répertoire. Elle reverse ensuite à ses membres les sommes résultant de ces accords.

- Elle gère le droit de suite qui correspond à un pourcentage du prix de vente d'une œuvre lors de sa revente.
Toute revente dans laquelle intervient un professionnel du marché de l'art (sociétés de ventes aux enchères, galeries...) est concernée.

- Elle conseille les auteurs. La SAIF propose ainsi une permanence juridique consacrée au droit d'auteur le vendredi matin de 10h à 13h.

- Par ailleurs, elle soutient la création en finançant, grâce au quart des sommes perçues au titre de la copie privée, des actions d'aide à la création, à la diffusion du spectacle vivant et des actions de formation des artistes.

La SAIF a été agréée par le ministère français de la Culture pour la gestion de ce droit.

## Activité de lobbying auprès des institutions de l'Union européenne
La SAIF est inscrite depuis 2015 au registre de transparence des représentants d'intérêts auprès de la Commission européenne, et déclare en 2019 pour cette activité des dépenses annuelles d'un montant inférieur à 10 000 euros.